# Josep Mestres i Miquel
Josep Mestres i Miquel (Vilallonga del Camp, 1868 — Vilallonga del Camp, 1949) fou un polític, metge i agrònom català.

## Biografia
Va ser membre de la Unió Federal Nacionalista Republicana, en representació del qual fou diputat provincial, president de la diputació de Tarragona (1913-1919) i conseller de la Mancomunitat de Catalunya (1914-1919).
El 1917, el partit estava aflebit per la marxa al Partido Reformista de Melquiades Álvarez de personatges com Lluís Companys, Eusebi Corominas i Josep Zulueta, i la desfeta en les eleccions legislatives de l'abril del 1916. Mestres deideix crear junt amb Companys, Layret i Marcel·lí Domingo el Partit Republicà Català.
Propietari i director de la revista Tarragona Agrícola, quan es produí el cop d'estat del general Primo de Rivera l'any 1923 fou destituït del càrrec de degà del Col·legi Oficial de Metges de Tarragona.